# Route nationale 580
Pour les articles homonymes, voir Route nationale 580 (homonymie).
La route nationale 580 ou RN 580 est une route nationale française reliant Bagnols-sur-Cèze à l'échangeur no 22 de l'A9.

## Historique
Avant la réforme de 1972, la RN 580 reliait Montclus à Villeneuve-lès-Avignon.
De 1972 à 2006, son nouveau tracé avait été défini de Bagnols-sur-Cèze à Villeneuve-lès-Avignon ; entre Saint-Geniès-de-Comolas et Villeneuve-lès-Avignon, le tracé passe un peu plus à l'ouest, via Saint-Laurent-des-Arbres. Les tronçons Montclus - Bagnols-sur-Cèze et Saint-Geniès-de-Comolas - Villeneuve-lès-Avignon ont été déclassés en RD 980.
Le décret no 2005-1499 du 5 décembre 2005 ne conserve que la section « entre Bagnols-sur-Cèze (route départementale 6) et l'autoroute A 9 » au titre de la liaison entre la vallée du Rhône et l'Espagne. Cette section reste gérée par l'État ; l'entretien et l'exploitation de cette route sont confiés à la DIR Méditerranée. Le tronçon de l'A9 à Villeneuve-lès-Avignon est déclassé et sa gestion est confiée au Conseil général du Gard, sous le numéro RD 6580.

## Tracé de Bagnols-sur-Cèze à Villeneuve-lès-Avignon
- Bagnols-sur-Cèze N 580
- Saint-Laurent-des-Arbres
- Échangeur A9 D 6580
- Villeneuve-lès-Avignon

## Ancien tracé de Montclus à Villeneuve-lès-Avignon
- Montclus D 980
- Saint-André-de-Roquepertuis
- Saint-Gervais
- Bagnols-sur-Cèze N 580
- Orsan
- Saint-Geniès-de-Comolas D 980
- Roquemaure
- Sauveterre
- Villeneuve-lès-Avignon